# Họ Lông cu li
Họ Lông cu li, danh pháp khoa học Dicksoniaceae, còn được gọi là họ Kim mao, họ Dương xỉ vỏ trai, họ Cẩu tích, là một họ dương xỉ nhiệt đới, cận nhiệt đới và khí hậu ôn hòa ấm. Hầu hết 5-6 chi trong họ này bao gồm các loài dương xỉ lục địa hoặc có thân rất ngắn so với dương xỉ thân gỗ trong họ Cyatheaceae. Tuy nhiên, một vài loài lớn hơn có thể đạt đến độ cao vài mét. Một số loài khác là epiphyte. Chúng được tìm thấy chủ yếu trong các vùng nhiệt đới ở Nam Bán cầu, cho đến miền nam New Zealand.

## Tiến hóa
Dương xỉ trong họ Dicksoniaceae thường mang yếu tố nguyên thủy hơn là so với họ Cyatheaceae, chúng có nguồn gốc từ đầu Jurassic.

## Đa dạng
Chỉ có 3 chi còn tồn tại là:
- Calochlaena
- Dicksonia
- Lophosoria